# Glenea tolia
Glenea tolia är en skalbaggsart som beskrevs av Aurivillius 1925. Glenea tolia ingår i släktet Glenea och familjen långhorningar.
Artens utbredningsområde är Sulawesi. Inga underarter finns listade i Catalogue of Life.